# Lijst van geneeskundige specialisaties in België
Dit is een lijst van de in België erkende geneeskundige specialisaties. De houders hiervan zijn arts-specialist in de desbetreffende specialisatie.
De door een Koninklijk Besluit erkende geneeskundige specialisaties zijn ook in het Belgisch Staatsblad gepubliceerd.

## Erkende specialistische beroepstitels in België
- Acute geneeskunde
- Algemene heelkunde
- Anesthesie
- Arbeidsgeneeskunde
- Beheer van gezondheidsgegevens
- Cardiologie
- Dermato-venereologie
- Endocrino-diabetologie
- Functionele en professionele revalidatie van personen met een handicap
- Fysische geneeskunde en revalidatie
- Gastro-enterologie
- Gerechtelijke geneeskunde
- Geriatrie
- Gynaecologie-verloskunde
- Intensieve zorgen
- Inwendige geneeskunde
- Kinder- en jeugdpsychiatrie
- Klinische biologie
- Klinische farmacologie en farmaceutische geneeskunde
- Klinische genetica
- Klinische hematologie
- Klinische infectiologie
- Medische microbiologie
- Medische oncologie
- Mond-, kaak- en aangezichtschirurgie
- Nefrologie
- Neonatologie
- Neurochirurgie
- Neurologie
- Niet-heelkundige esthetische geneeskunde
- Nucleaire geneeskunde
- Oftalmologie
- Oncologische gastro-enterologie
- Oncologische pneumologie
- Orthopedische heelkunde
- Otorhinolaryngologie
- Pathologische anatomie
- Pediatrie
- Pediatrische hematologie en oncologie
- Pediatrische neurologie
- Plastische, reconstructieve en esthetische heelkunde
- Pneumologie
- Psychiatrie
- Radiotherapie-Oncologie
- Reumatologie
- Röntgendiagnose
- Stomatologie
- Urgentiegeneeskunde
- Urologie
- Verzekeringsgeneeskunde en medische expertise
- Volwassenpsychiatrie